# Münsteraner Regattaverein

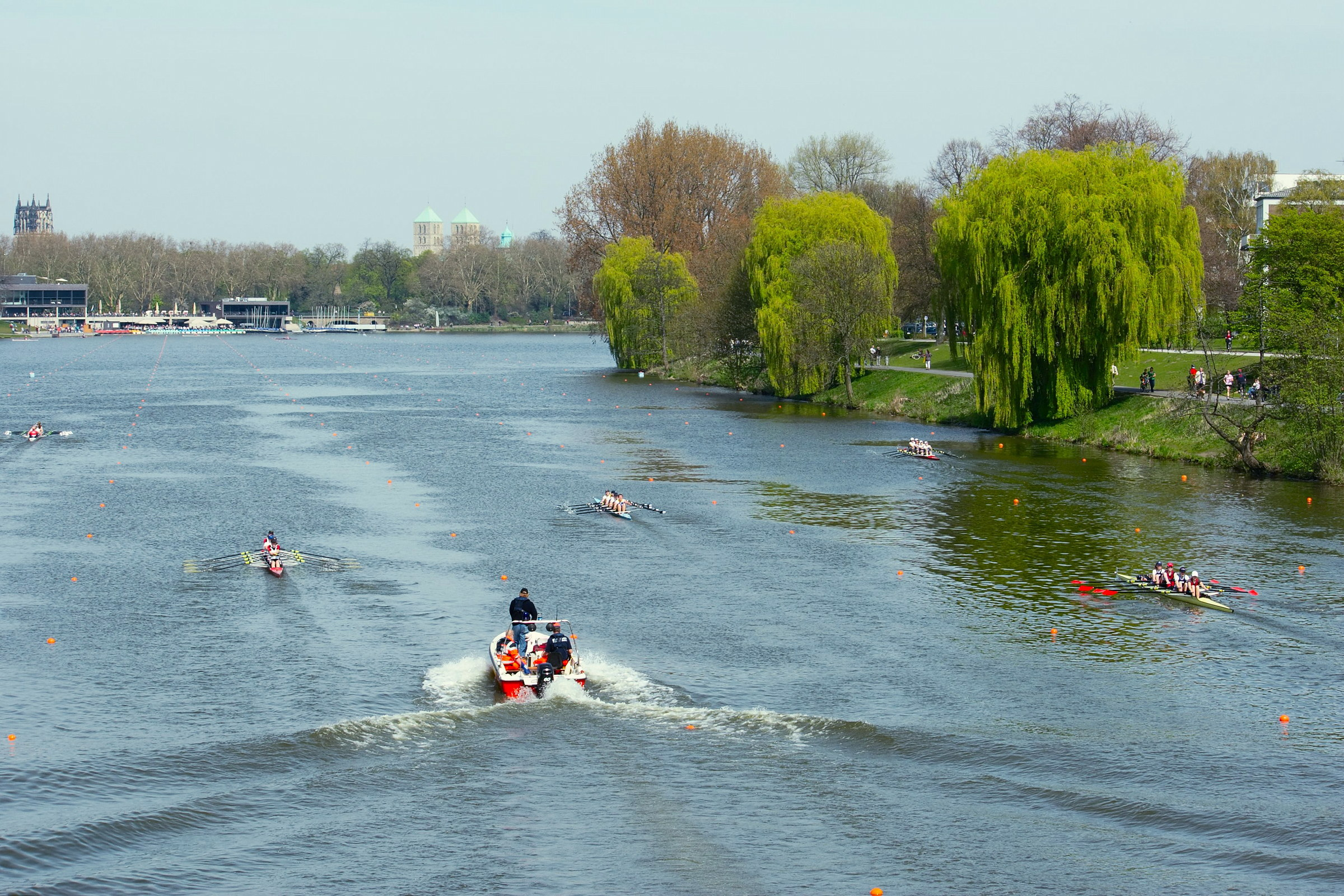
Regatta 2010 auf dem Aasee

Der Münsteraner Regattaverein e. V. (MRV) ist ein gemeinnütziger Verein zur Förderung des Rudersports in Münster und richtet jährlich Ruderregatten auf dem Münsteraner Aasee aus.
Neben dem Vorstand und einigen Gründungsmitgliedern sind vor allem die beiden größten Rudervereine ARC zu Münster und Ruderverein Münster von 1882 (RVM) Mitglieder des MRVs. Gegründet wurde er 1988. Er ist zudem Mitglied im Deutschen Ruderverband sowie im Nordrhein-Westfälischen Ruderverband.

## Geschichte
Seit 1970 war der Ruderverein Münster alleiniger Ausrichter der Aaseeregatta. Als Frühtest für die jugendlichen Ruderer erdacht, etablierte sich Aaseeregatta innerhalb der Region und lockte auch Vereine über die Grenzen Nordrhein-Westfalens hinaus an. 1988 wurde schließlich zusammen mit dem an der Münsteraner Schleuse beheimateten ARC zu Münster der Regattaverein gegründet, um die Regatten fortan gemeinsam personell stemmen zu können.
Außerdem wurden neben mehreren Nordrhein-Westfälischen Landesmeisterschaften auch Deutsche Großboot-Meisterschaften 2007 und 2013, Deutsche Hochschul- sowie Sprintmeisterschaften auf der maximal 2000 Meter langen Regattastrecke ausgerudert. Im Jahr 2009 war der Aasee in Münster auch der erste Austragungsort der neuen Ruder-Bundesliga.
2018 feiert der Regattaverein sein 30-jähriges Bestehen.

## Aaseergatta
Der Regattaverein richtet jedes Jahr die alljährliche Aaseeregatta aus. Durch die terminliche Positionierung Ende April bzw. Anfang Mai stellt sie eine erste Standortbestimmung im Regattakalender nach dem Wintertraining dar.